# Torre WTC
Torre WTC (celý název Torre World Trade Center Ciudad de Mexico) je mrakodrap v hlavním městě Mexika, Ciudad de México. Na jeho místě měla původně stát budova Hotel de México, která se měla po svém dokončení stát nejvyšším hotelem na světě a měla sloužit jako hotel během olympijských her v r. 1968. Původních 80 pater bylo před zahájením výstavby v roce 1966 změněno na 31 a celková výška stavby měla dosáhnout 191 m. Kostra budovy byla dokončena až v roce 1972. Práce na dokončení fasád byly ukončeny během 80. let.
Po smrti majitele Manuela Suareze v roce 1988 byla budova v letech 1992–1995 zrekonstruována do dnešní podoby. Celková výška budovy včetně antény činí 207 m. Střecha se nachází 191 m nad úrovní ulice. V budově je 50 pater, které obsluhuje 32 výtahů.